# Giro dell'Appennino 1935
Il Giro dell'Appennino 1935, seconda edizione della corsa, si svolse l'11 agosto 1935 su un percorso di 140 km. Riservato a indipendenti e dilettanti, fu vinto dall'italiano Augusto Como, che completò il percorso in 4h26'00" precedendo i connazionali Mario De Benedetti e Carlo Sbersi. Conclusero la prova, organizzata dall'Unione Sportiva Pontedecimo, 29 dei 58 ciclisti al via.

## Ordine d'arrivo (Top 10)
| Pos. | Corridore          | Squadra             | Tempo    |
| ---- | ------------------ | ------------------- | -------- |
| 1    | Augusto Como       | Pol. Giordana       | 4h26'00" |
| 2    | Mario De Benedetti | S.C. Focesi         | a 1'30"  |
| 3    | Carlo Sbersi       | S.C. Paracchi       | a 2'05"  |
| 4    | Luigi Mazzarello   | F.G.C. Tellini      | a 2'10"  |
| 5    | Valentino Mentil   | F.G.C. Diano Marina | a 3'04"  |
| 6    | Elio Grosso        | U.S. Pontedecimo    | a 4'21"  |
| 7    | Giacinto Sessa     | S.C. Binda          | s.t.     |
| 8    | Giuseppe Mezzano   | -                   | s.t.     |
| 9    | Donato Papini      | S.C. Sampierdar.    | s.t.     |
| 10   | Pio Ferrando       | U.S. Pontedecimo    | s.t.     |